# Famous in the Last Century
Famous in the Last Century es el vigésimo cuarto álbum de estudio de la banda británica de rock Status Quo, publicado en 2000 por Universal Music. Además fue su segundo disco de covers después de Don't Stop de 1996, que de acuerdo a la autografía de la banda, la idea de grabarlo fue del mánager David Walker, que les recomendó celebrar el nuevo milenio con un álbum que contenga sus canciones favoritas del siglo pasado. 
Luego de su lanzamiento recibió en su gran mayoría críticas negativas, incluso Francis Rossi en la autografía de la agrupación comentó: «...dicho de otra manera, otro sangriento álbum de covers. Estábamos con él (David Walker), como de costumbre, pero por dentro me sentía como un fraude...para mí fue el peor álbum que Quo había hecho y siempre lo será».
A pesar de la negativa del propio vocalista, el álbum se ubicó en el puesto 19 de la lista inglesa UK Albums Chart, mejor posición que su trabajo anterior. Para promocionarlo se publicaron cuatro canciones como sencillos entre el 2000 y 2002, sin embargo solo «Mony Mony» entró en el conteo inglés de sencillos, en el puesto 45.
Cabe señalar que éste es el último trabajo con el baterista Jeff Rich, ya que tras su gira renuncia a la banda por problemas personales, siendo su reemplazo el inglés Matt Letley.

## Lista de canciones
| N.º | Título                                               | Escritor(es)                                         | Duración |  |
| 1.  | «Famous in the Last Century»                         | Bown                                                 | 1:04     |  |
| 2.  | «Old Time Rock and Roll» (cover de Bob Seger)        | George Jackson, Thomas E. Jones III                  | 2:57     |  |
| 3.  | «Way Down» (cover de Elvis Presley)                  | Layng Martine Jr.                                    | 2:51     |  |
| 4.  | «Rave On» (cover de Buddy Holly)                     | Petty, William "Billy" Tilghman, Sunny West          | 2:51     |  |
| 5.  | «Roll Over Beethoven» (cover de Chuck Berry)         | Chuck Berry                                          | 3:07     |  |
| 6.  | «When I'm Dead and Gone» (cover de McGuinness Flint) | Benny Gallagher, Graham Lyle                         | 3:11     |  |
| 7.  | «Memphis, Tennessee» (cover de Chuck Berry)          | Berry                                                | 2:31     |  |
| 8.  | «Sweet Home Chicago» (cover de Robert Johnson)       | Robert Johnson                                       | 2:44     |  |
| 9.  | «Crawling from the Wreckage» (cover de Dave Edmunds) | Graham Parker                                        | 2:42     |  |
| 10. | «Good Golly, Miss Molly» (cover de Little Richard)   | Robert Blackwell, John Marascalco                    | 2:05     |  |
| 11. | «Claudette» (cover de The Everly Brothers)           | Roy Orbison                                          | 2:01     |  |
| 12. | «Rock'n Me» (cover de Steve Miller Band)             | Steve Miller                                         | 2:46     |  |
| 13. | «Hound Dog» (cover de Elvis Presley)                 | Leiber y Stoller                                     | 2:19     |  |
| 14. | «Runaround Sue» (cover de Dion)                      | Dion DiMucci, Ernie Maresca                          | 2:29     |  |
| 15. | «Once Bitten, Twice Shy» (cover de Ian Hunter)       | Ian Hunter                                           | 3:40     |  |
| 16. | «Mony Mony» (cover de Tommy James and the Shondells) | Bobby Bloom, Bo Gentry, Tommy James, Ritchie Cordell | 2:58     |  |
| 17. | «Famous in the Last Century»                         | Bown                                                 | 1:15     |  |

| Pistas adicionales en reedición de 2006 |                        |                |          |  |
| N.º                                     | Título                 | Escritor(es)   | Duración |  |
| 18.                                     | «Gerdundula» (en vivo) | Rossi, Young   | 4:29     |  |
| 19.                                     | «4500 Times» (en vivo) | Rossi, Parfitt | 5:03     |  |
| 20.                                     | «Rain» (en vivo)       | Parfitt        | 4:31     |  |

## Músicos
- Francis Rossi: voz y guitarra líder
- Rick Parfitt: voz y guitarra rítmica
- John Edwards: bajo
- Jeff Rich: batería
- Andy Bown: teclados